# 克丽-安妮·佩恩
克丽-安妮·佩恩（英語：Keri-Anne Payne，1987年12月9日—），婚后姓凯瑞（Carry），生于南非约翰内斯堡，是一名英国女子游泳运动员。她的父母都是英国人，她在四岁时开始练习游泳，13岁时随父母移居至英国。她在职业生涯期间曾参加2008年北京奥运、2012年伦敦奥运和2016年里约奥运，其中在2008年北京奥运，她获得女子10公里公开水域的银牌。2017年1月，佩恩正式宣布退役。